# FCW 퀸 오브 플로리다

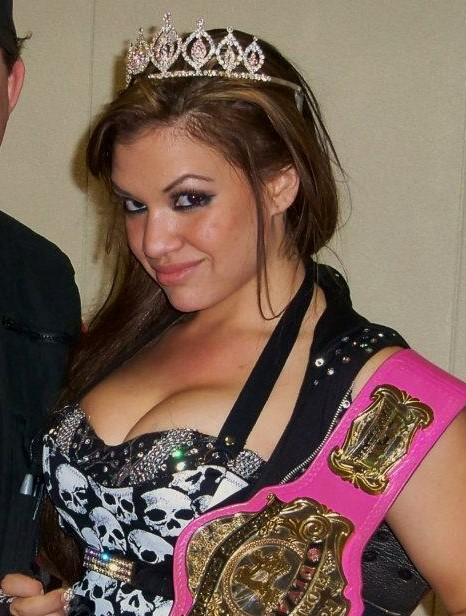
마지막 챔피언 라쿠엘 디아즈

FCW 퀸 오브 플로리다(Queen of FCW)은 FCW에 속한 챔피언십중 하나이며 여성 챔피언십이기도 하다. 다른 타이틀과는 다르게 벨트가 아닌 왕관 형태로 이루어진 타이틀이다. 2012년 3월 15일 역사속으로 사라졌다.

## 역사
2009년 2월 초대 챔피언을 가리게 되었고, 안젤라 퐁이 초대 챔피언에 등극하면서 왕관을 차지하였다.

## 기록들
- 초대 챔피언 : 안젤라 퐁
- 마지막 챔피언 : 라쿠엘 디아즈
- 최장수 챔피언 : AJ리 , 악사나 (287일)
- 최다 챔피언 : 안젤라 퐁, 미아 만시니, AJ 리, 로사 멘데스, 악사나, 라쿠엘 디아즈 (각 1회)

## 역대 챔피언
- 안젤라 퐁 (초대 챔피언)
- 미아 만시니
- AJ 리
- 로사 멘데스
- 악사나
- 라쿠엘 디아즈 (마지막 챔피언)

## 같이 보기
- FCW 디바스 챔피언십